# Nombre de cortesía
El nombre de cortesía (字?, zìP, lit. «carácter») era el nombre impuesto a una persona al llegar a la mayoría de edad en la antigua China. A la edad de veinte años, se asignaba el zì en sustitución del nombre de nacimiento como símbolo de adultez y respeto. Principalmente utilizado para nombres de varón, el zì le podía ser otorgado por los padres, o por su primer maestro personal durante el primer día de la escuela familiar, o se podía adoptar el zì que uno mismo hubiera escogido. La tradición de utilizar nombres de estilo empezó a caer en desuso a partir del Movimiento del Cuatro de Mayo en 1919. Se diferencia del nombre de estilo (hào), otro tipo de nombre empleado en la sinosfera, similar al nombre de pluma.

## Uso
El zì, a veces denominado biǎozì (表字) o "nombre de cortesía", era un nombre que tradicionalmente se le daba a los varones chinos a la edad de veinte años, marcando su entrada en la adultez. A veces también le era dado a las mujeres al contraer matrimonio. Tal como se explicó previamente, esta práctica se ha dejado de utilizar en la sociedad china contemporánea. Según el Libro de los Ritos, tras alcanzar un hombre la adultez, era una falta de respeto para otras personas de la misma generación llamarlo por su nombre original, o míng. Por lo tanto, el nombre de nacimiento se reservaba para uno mismo y sus padres, mientras que el zì era utilizado por los adultos de la misma generación para referirse entre ellos en ocasiones formales o por escrito; de donde proviene el término 'nombre de cortesía'.
El zì es principalmente bisilábico (se compone de dos caracteres) y por lo general está basado en el significado del míng o nombre de nacimiento. Yan Zhitui (顏之推) de la Dinastía Qi del Norte creía que mientras el propósito del míng era distinguir una persona de entre las demás, el zì debía expresar la integridad moral de aquel que lo portaba.
La relación que a menudo existe entre el zì de una persona y su míng se puede ver en el caso de Mao Zedong, cuyo zì era Rùnzhī. Estos dos caracteres comparten el mismo radical - 氵, que significa agua. Ambos caracteres pueden significar "beneficiarse" o "nutrirse".
Otra forma de crear un zì es utilizar un carácter homofónico zǐ (en chino, 子; pinyin, zǐ) - un título respetuoso para un varón - como el primer carácter del zì bisilábico. Por ejemplo el zì de Gongsun Qiao era Zǐchǎn, y el de Du Fu era Zǐméi (子美).
También es habitual construir el zì utilizando como primer carácter uno que exprese el orden de nacimiento en la familia del portador con respecto a sus hermanos varones. Por ello Confucio, cuyo nombre era Kǒng Qiū (孔丘), recibió el  zì de Zhòngní (仲尼), donde el primer carácter zhòng indica que él era el segundo hijo de su familia. Por lo general los caracteres utilizados son bó (伯) para el primero, zhòng (仲) para el segundo, shū (叔) para el tercero, y jì (季) para el más joven, si la familia está formada por más de tres hijos.
El uso del  zì comenzó durante la dinastía Shang y lentamente se convirtió en un sistema, que se hizo popular durante la dinastía Zhou que sucedió a la Shang. Durante este período, a las mujeres también se les daba un zì. El zì otorgado a una mujer generalmente estaba formado de un carácter indicando su orden de nacimiento entre las hijas de la familia y su apellido. Por ejemplo, Mèng Jiāng (孟姜) era la hija mayor de la familia Jiāng.
Con anterioridad al siglo XX, coreanos, vietnamitas, y japoneses sinizados eran también designados mediante su zì.
La siguiente tabla muestra el zì de algunas personas famosas:
| Nombre de nacimiento | Apellido    | Nombre       | Nombre de cortesía |
| -------------------- | ----------- | ------------ | ------------------ |
| Lao-tse 老子         | Lǐ(李)      | Ěr(耳)       | Bó Yáng(伯陽)      |
| Confucio 孔子        | Kong(孔)    | Qiu丘        | Zhòngní(仲尼)      |
| Cao Cao 曹操         | Cao(曹)     | Cao(操)      | Mengde(孟德)       |
| Liu Bei 劉備         | Liu(劉)     | Bei(備)      | Xuande(玄德)       |
| Sima Yi 司馬懿       | Sima(司馬)  | Yi(懿)       | Zhòngdá(仲達)      |
| Zhuge Liang 諸葛亮   | Zhuge(諸葛) | Liang(亮)    | Kongming(孔明)     |
| Li Bai 李白          | Li(李)      | Bai(白)      | Taibai(太白)       |
| Sun Yat-sen 孫逸仙   | Sun(孫)     | Deming(德明) | Zaizhi(載之)       |
| Mao Zedong毛 澤東    | Mao(毛)     | Zedong(澤東) | Runzhi(潤之)       |
| Yue Fei 岳飛         | Yue(岳)     | Fei(飛)      | Pengju(鵬舉)       |